# Tayutic
Tayutic es un distrito del cantón de Turrialba, en la provincia de Cartago, de Costa Rica.

## Historia
Tayutic fue creado el 11 de junio de 1968 por medio de Decreto Ejecutivo 20. Segregado de La Suiza.

## Geografía
Tayutic cuenta con un área de 74,77 km² y una altitud media de 870 m s. n. m.

## Demografía
Para el año 2022, Tayutic cuenta con una población estimada de 3152 habitantes, y para el último censo efectuado, en 2011, Tayutic contaba con una población de 2374 habitantes.

## Localidades
- Cabecera: Platanillo
- Poblados: Bajo Pacuare (sur), Dos Amigos, Dulce Nombre, Guineal, Jicotea, Mina, Morado, Quebradas, San Martín, San Rafael, Tacotal.

## Transporte

### Carreteras
Al distrito lo atraviesan las siguientes rutas nacionales de carretera:
- Ruta nacional 414